# Споменик Николају Краснову
Споменик Николају Краснову се налази у Ташмајданском парку, окренут према згради Архива Србије коју је пројектовао управо Краснов.

## Историјат
Након Октобарске револуције 1917. године и Руског грађанског рата, хиљаде руских емиграната и припадника Белог покрета је дошло у Краљевину Срба, Хрвата и Словенаца. Осим официра и војника, дошло је много интелектуалаца, укључујући и архитекте, међу којима је био Николај Краснов.
Током живота у Београду, Краснов је пројектовао нека од његових најлепших здања: палату Министарства финансија Краљевине Југославије, палату Министарства шума и руда и Министарства пољопривреде и вода, зграду Архива Србије, декорацију моста краља Александра I, ентеријер Старог двора на Дедињу, Дом Народне скупштине...
Краснов је умро 8. децембра 1939. године у Београду и сахрањен је на Новом гробљу (Руска парцела 90, гроб 63).

## Откривање споменика
Споменик је откривен на 80. годишњицу смрти Николаја Краснова, односно 9. децембра 2019. године у Ташмајданском парку. Открили су га министар културе и информисања Владан Вукосављевић, заменик градоначелника Београда Горан Весић, амбасадор Руске Федерације у Србији Александар Боцан-Харченко и праунук Краснова Сем Смол, а међу присутнима су били градски урбаниста Марко Стојчић, Андреја Младеновић и Драгомир Ацовић.